# Pablo
Pablo (salish: x̣ʷiʔilqsa, ktunaxa: kuǂiǂq̓an¢ǂaʔin, sanǂanana) és una concentració de població designada pel cens dels Estats Units a l'estat de Montana. Segons el cens del 2000 tenia 1.814 habitants.

## Demografia
Segons el cens del 2000, Pablo tenia 1.814 habitants, 622 habitatges, i 475 famílies. La densitat de població era de 143,8 habitants per km².
Dels 622 habitatges en un 47,7% hi vivien nens de menys de 18 anys, en un 45,2% hi vivien parelles casades, en un 22,7% dones solteres, i en un 23,5% no eren unitats familiars. En el 20,4% dels habitatges hi vivien persones soles el 6,4% de les quals corresponia a persones de 65 anys o més que vivien soles. El nombre mitjà de persones vivint en cada habitatge era de 2,89 i el nombre mitjà de persones que vivien en cada família era de 3,27.
Per edats la població es repartia de la següent manera: un 38,5% tenia menys de 18 anys, un 9,9% entre 18 i 24, un 27,9% entre 25 i 44, un 17% de 45 a 60 i un 6,7% 65 anys o més. La composició racial era 43,44% blancs, 0,17% afroamericans, 51,16% amerindis, 0,11% asiàtics, 0,06% illencs del Pacífic, 0,72% d'altres races, i 4,36% de dos o més races. hispànics de qualsevol raça són el 3,31% de la població.

L'edat mediana era de 26 anys. Per cada 100 dones de 18 o més anys hi havia 86,8 homes.
La renda mediana per habitatge era de 26.771 $ i la renda mediana per família de 28.615 $. Els homes tenien una renda mediana de 20.982 $ mentre que les dones 19.907 $. La renda per capita de la població era de 14.672 $. Aproximadament el 22,7% de les famílies i el 28,1% de la població estaven per davall del llindar de pobresa.

## Poblacions més properes
El següent diagrama mostra les poblacions més properes.